# Chodouny
Chodouny (deutsch Chodaun, älter auch Goduin (1273), Chodin (1378), Chotaun) ist eine Gemeinde in Tschechien. Sie liegt sechs Kilometer nördlich von Roudnice nad Labem und gehört zum Okres Litoměřice.

## Geographie
Das Dorf befindet rechtselbisch etwa einen Kilometer von Fluss entfernt. Durch Chodouny führt die Staatsstraße 240 zwischen Roudnice nad Labem und Litoměřice.
Nachbarorte sind Polepy im Norden, Záhorecký Mlýn und Vrutice im Nordosten, Vrbice und Vetlá im Osten, Kyškovice im Südosten, Černěves im Süden, Hrobce im Südwesten, Libotenice im Westen sowie Lounky im Nordwesten.

## Geschichte
Erstmals urkundlich erwähnt wurde Chodouny im Jahre 1226 in einer Besitzbestätigungsurkunde für das Kloster Doksany durch Ottokar I. Přemysl. 1378 wurde „Chodin“ vom Augustiner-Chorherrenstift Glatz erworben, das 1349 vom ersten Prager Erzbischof Ernst von Pardubitz gegründet worden war.
Im Laufe der Zeit wurde das Dorf auch als „Chodomy“ bzw. „Chudumy“ bezeichnet. Chodouny weist als Platzdorf eine regelmäßige und geschlossene Bebauung auf, deren Zentrum ein quadratischer Dorfplatz bildet.
Älter ist der an der Elbe gelegene Lounky, das erstmals 1088 urkundlich erwähnt wurde. Zusammen mit Chodin wurde es 1378 als „Lunkach“ 1378 ebenfalls vom Glatzer Chorherrenstift erworben.

## Gemeindegliederung
Die Gemeinde Chodouny besteht aus den Ortsteilen Chodouny (Chodaun) und Lounky (Launken, älter auch Lunich, Lune) und „Lunkach“, die zugleich auch Katastralbezirke bilden.

## Sehenswürdigkeiten
- Statue des hl. Johannes von Nepomuk
- Kapelle in Lounky